# احمد مغربی
احمد مغربی (عربی: أحمد عمر مغربي؛ زادهٔ ۲ دسامبر ۱۹۸۳) بازیکن سابق و مربی فوتبال اهل لبنان است.
وی همچنین در تیم ملی فوتبال لبنان بازی کرده‌است.